# Kolonialwaren

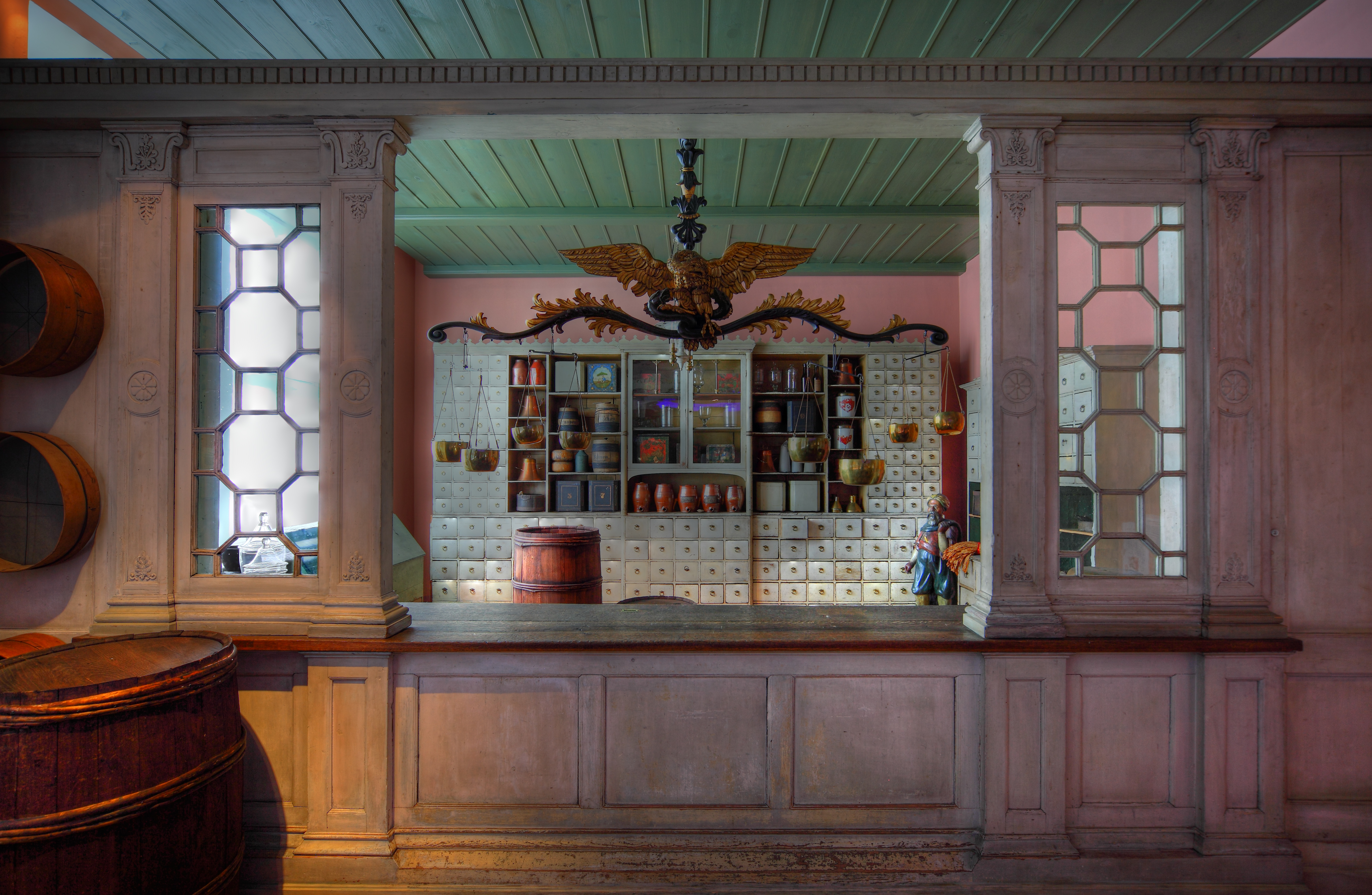
Hamburger Kolonialwarenladen um 1830, ausgestellt im Museum für Hamburgische Geschichte

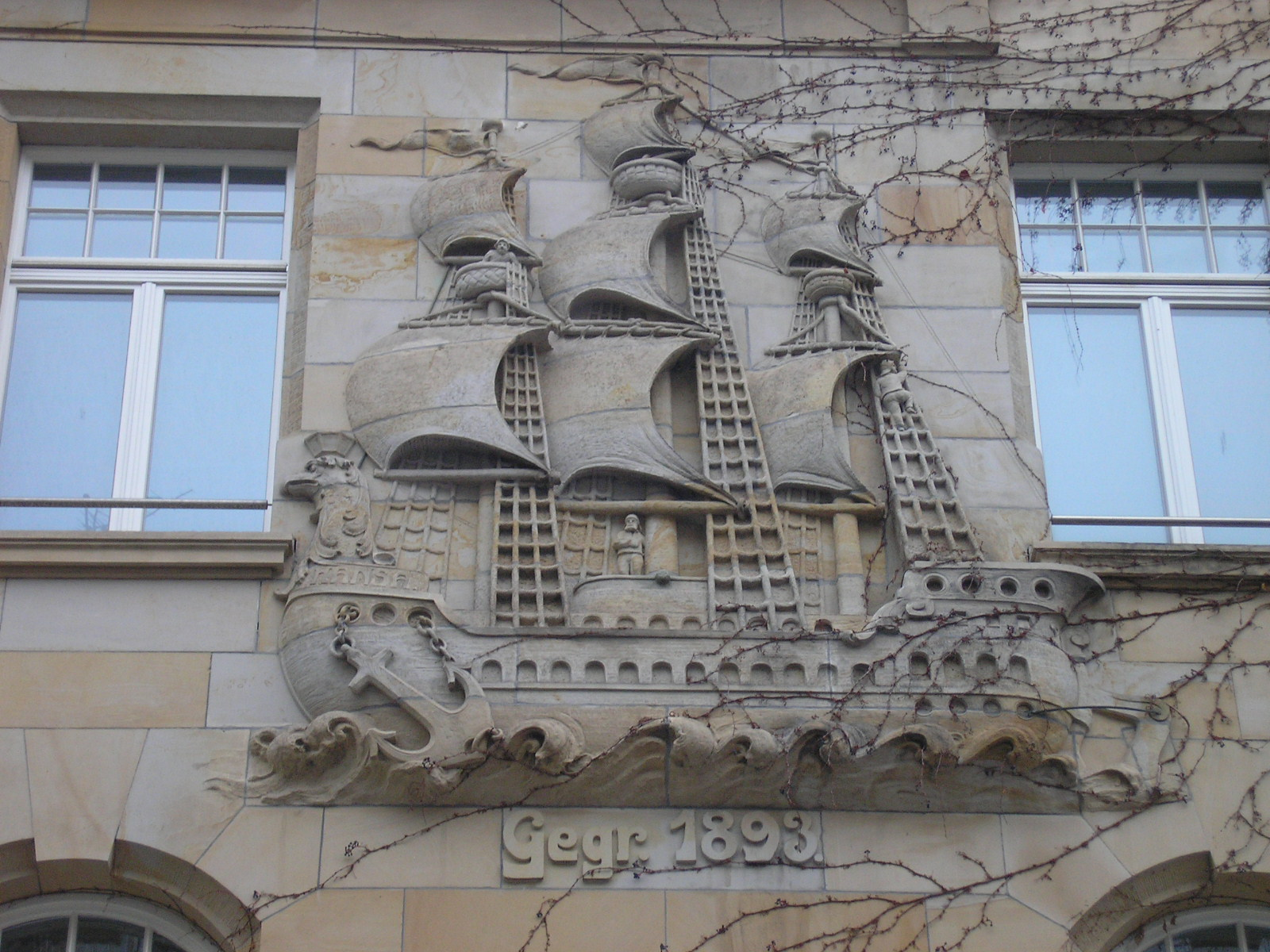
Ein Schiff als Symbol des Fernhandels an einem Kolonialwarenladen in Gotha von 1893

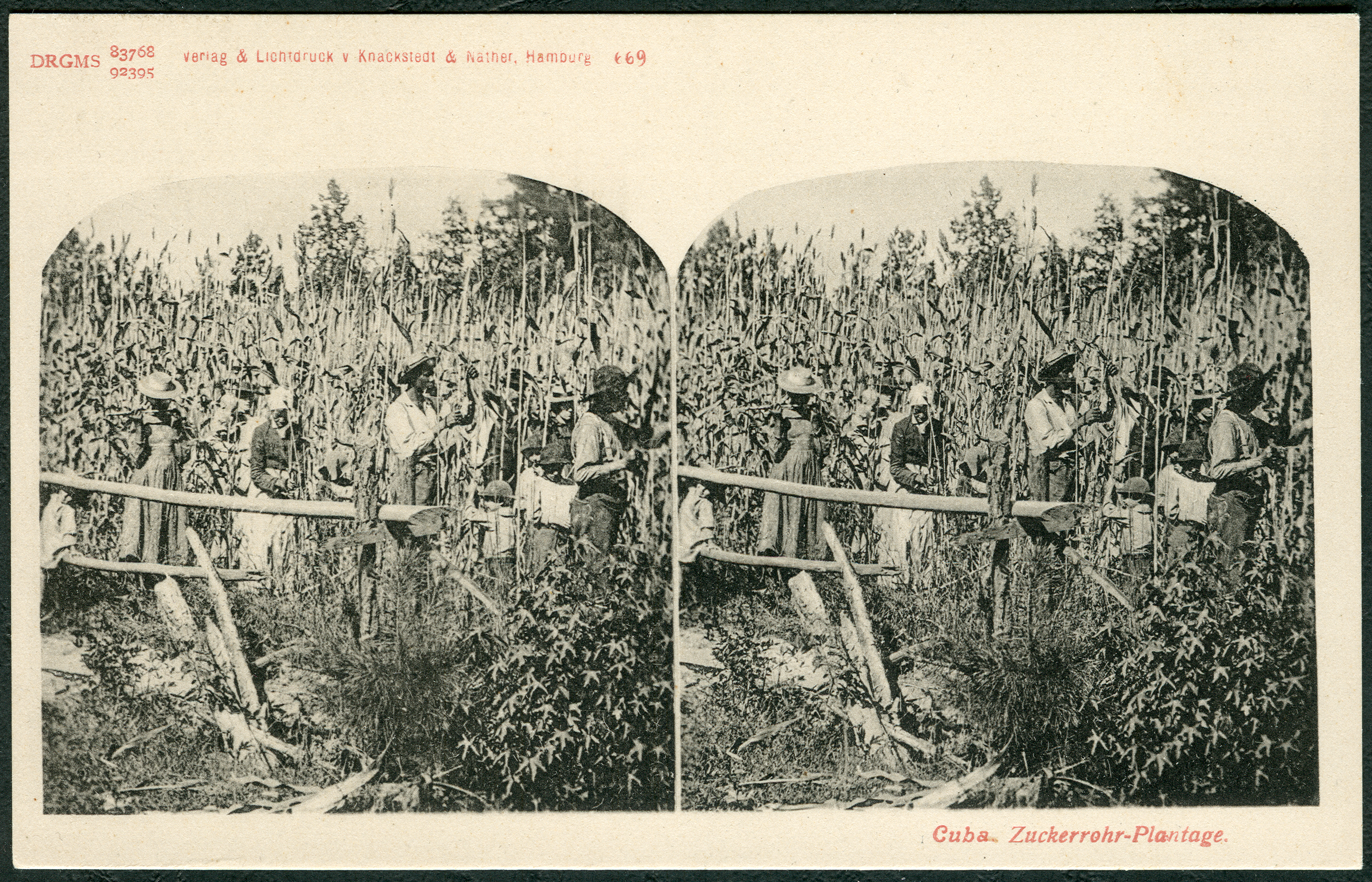
Zwangsarbeiter und Sklaven wie hier auf Kuba um 1900 produzierten Kolonialwaren wie Zucker und Kaffee.
Stereoskopie Nr. 0669 von Knackstedt & Näther

Als Kolonialwaren, auch Colonialwaren (aus dem Englischen: colonial goods), wurden früher, besonders zur Kolonialzeit, überseeische Lebens- und Genussmittel, wie z. B. Zucker, Kaffee, Tabak, Reis, Kakao, Gewürze und Tee bezeichnet. Kolonialwarenhändler importierten diese Produkte, die in Kolonialwarenläden und -handlungen verkauft wurden.

## Geschichte
Viele dieser Erzeugnisse stammten von Großplantagen, auf denen Sklaven oder Zwangsarbeiter tätig waren. Auch die Landwirtschaft in den deutschen Kolonien (z. B. die Kaffeeerzeugung in Deutsch-Ostafrika und die Kakaogewinnung in Kamerun, Tabak aus den Südseekolonien) konnten trotz Verbots der Sklaverei im Mutterland faktisch nur durch harte Zwangsarbeit betrieben werden. In Kuba und Brasilien, wichtigen Exportländern für Kaffee, Tabak und Zucker, wurde die Sklaverei offiziell sogar erst 1888 abgeschafft. Aus Deutschland wurde im Gegenzug u. a. Leinen für die Bekleidung der Sklaven exportiert.
Wichtigste Importgüter waren zunächst Rohrzucker (in Deutschland bis zum Ersatz durch Rübenzucker in den 1850er Jahren) und Tabak aus Nordamerika und der Karibik. Das zu Dänemark gehörende Flensburg entwickelte sich seit ca. 1760 durch die Rumimporte aus den dänische Kolonien in Westindien zur „Rumstadt“. Wichtigste deutsche Einfuhrhäfen für Kolonialwaren waren Bremen, Hamburg und (das bis 1864 ebenfalls dänische) Altona, die von ihrer Stellung als zollfreie Freihäfen und der Weiterverarbeitung der Güter stark profitierten. Hier entstanden Kaffeeröstereien, Schokoladen-, Zigarren- und Zigarettenfabriken und in deren Folge spezialisierte Groß- und Einzelhandelsgeschäfte für Kolonialwaren.

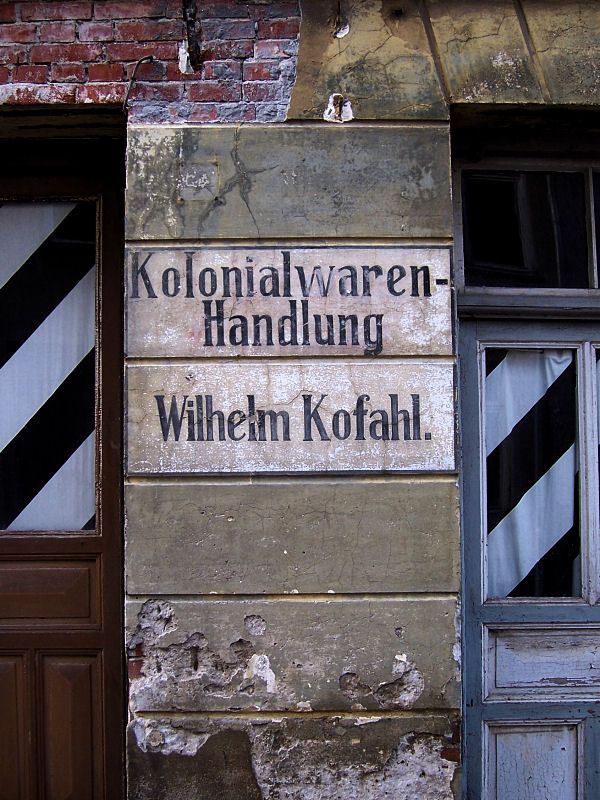
Werbung des Kolonialwarengeschäfts Kofahl in Wismar, Bliedenstraße 10, gegründet ca. 1905

Mit dem Einsatz effektiver Dampfschiffe auf den Überseerouten und der Verdichtung des Eisenbahnnetzes (in Deutschland seit den 1870er Jahren) breitete sich der Kolonialwarenhandel auch in kleineren Städten und Dörfern aus, während die saisonalen großstädtischen Märkte teilweise an Bedeutung verloren. Damit wurden Erzeugnisse für alle Gesellschaftsschichten erschwinglich, die vorher den Reichen vorbehalten waren. Seit Mitte des 20. Jahrhunderts entwickelten sich die spezialisierten Kolonialwarenläden meist weiter zu Lebensmittelgeschäften mit breiterem Angebot, welche wiederum später durch die Supermärkte ersetzt wurden.

## Begriff
Der Kolonialwarenhandel wurde statistisch vom Produktenhandel und vom Manufakturwarenhandel abgegrenzt.
Bis in die 1970er Jahre wurde der Begriff Kolonialwarenladen noch verwendet. Diese Läden boten aber nicht mehr nur Kolonialwaren an, sondern alle Grundnahrungsmittel, unabhängig vom Herkunftsland, daneben auch Seife, Waschmittel, Petroleum und anderen Haushaltsbedarf. Er entsprach dem Tante-Emma-Laden in Deutschland oder der Schweiz, während in Österreich der Begriff Greißler Verwendung fand. In der Schweiz ist Schwarzenbach Kolonialwaren in Zürich der letzte Kolonialwarenladen, in Deutschland der Kolonialwarenladen Wilhelm Holtorf in Bremen. Die Schweizer Migros bezeichnet einen Teil ihres Sortimentes immer noch als Kolonialwaren.
Die Bezeichnung ist noch im Namen des in Deutschland weit verbreiteten Einzelhandelsverbandes Edeka zu finden (Einkaufsgenossenschaft der Kolonialwarenhändler im Halleschen Torbezirk zu Berlin – kurz E. d. K.).

## Bildergalerie

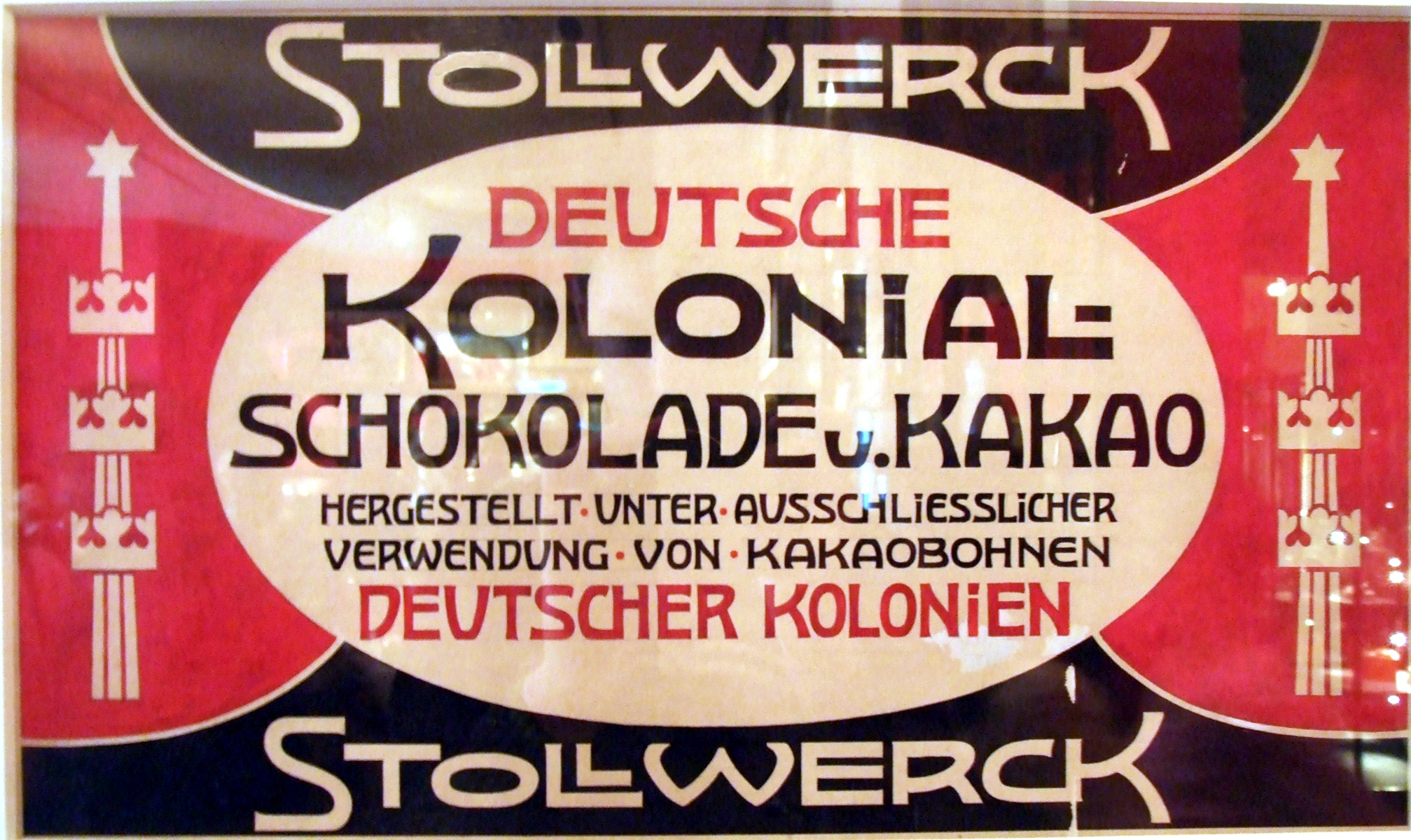
Stollwerck-Kolonial-Schokolade (1890)
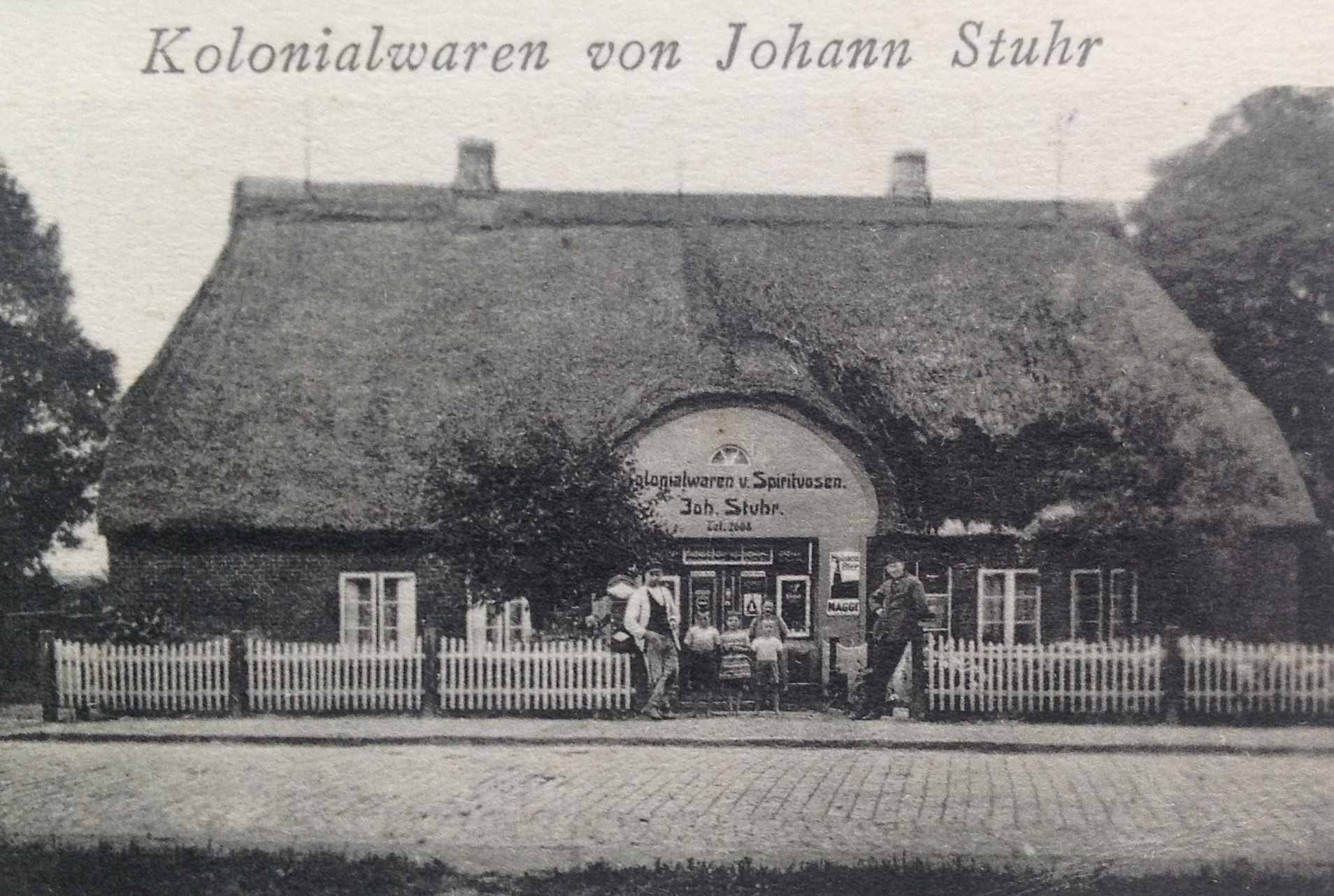
Kolonialwarengeschäft in Schülldorf bei Rendsburg (um 1930)
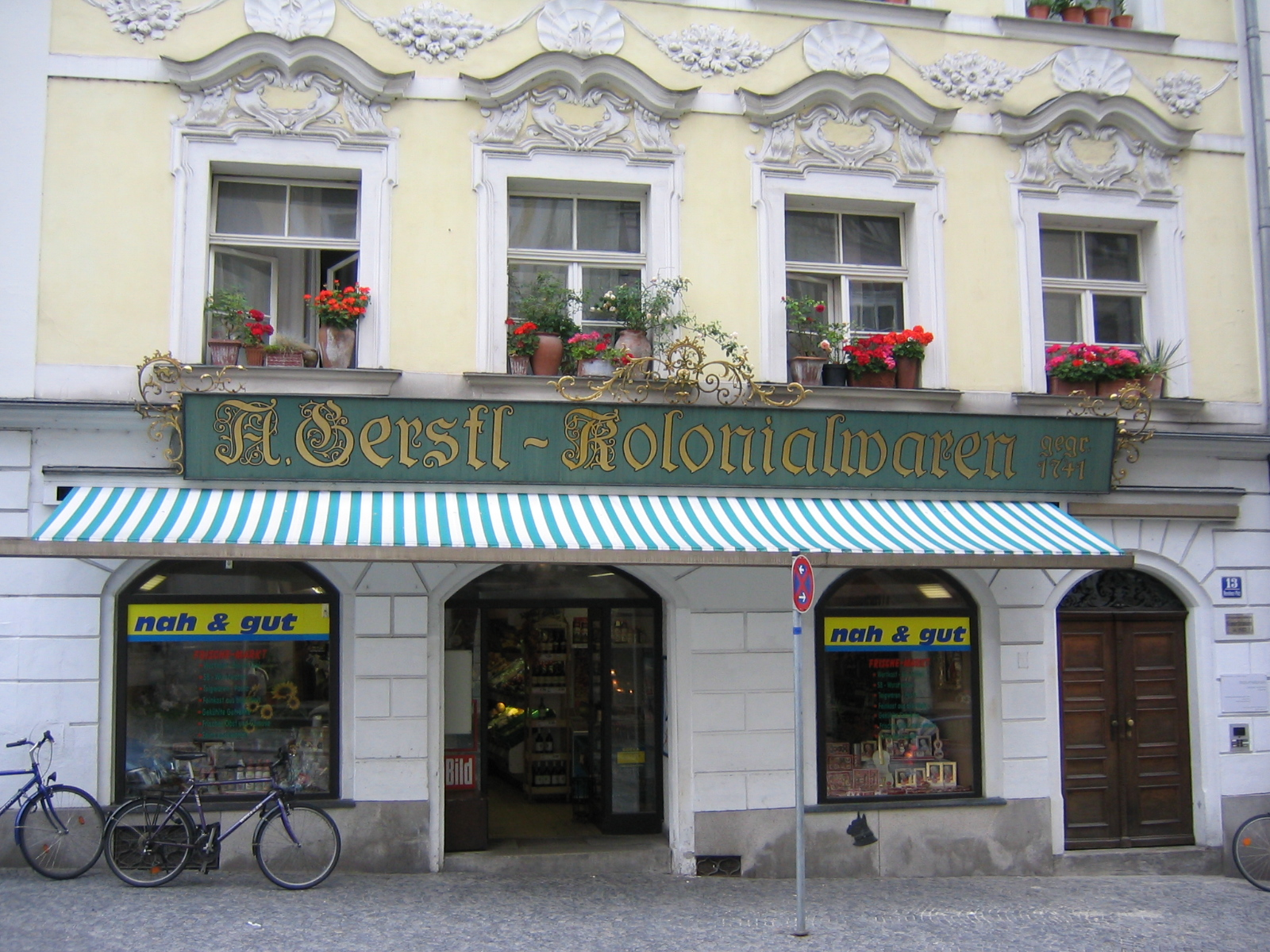
Geschäft in Passau nach Renovierung (2005)
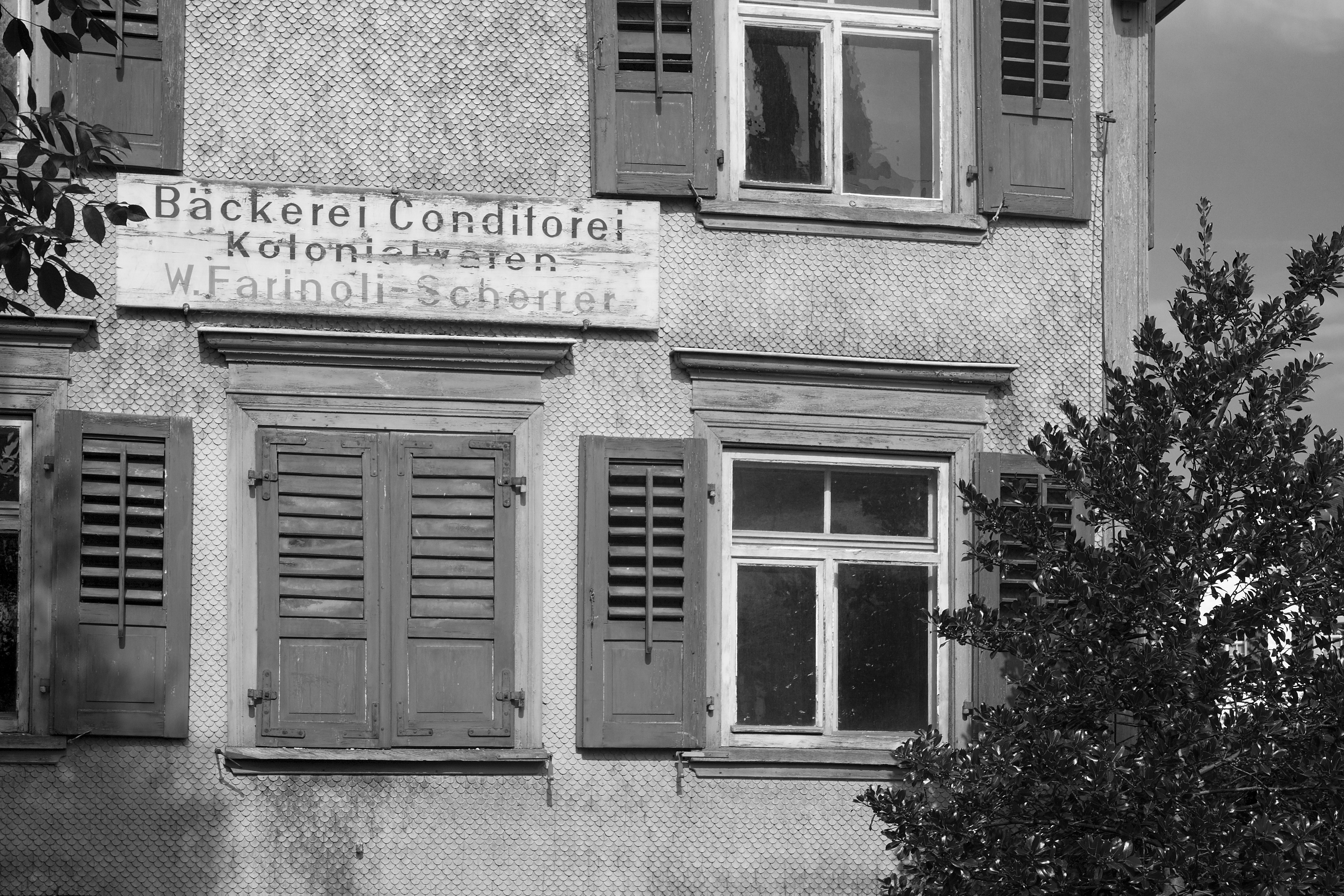
Bäckerei, Conditorei und Kolonialwaren in Roggwil TG, Schweiz
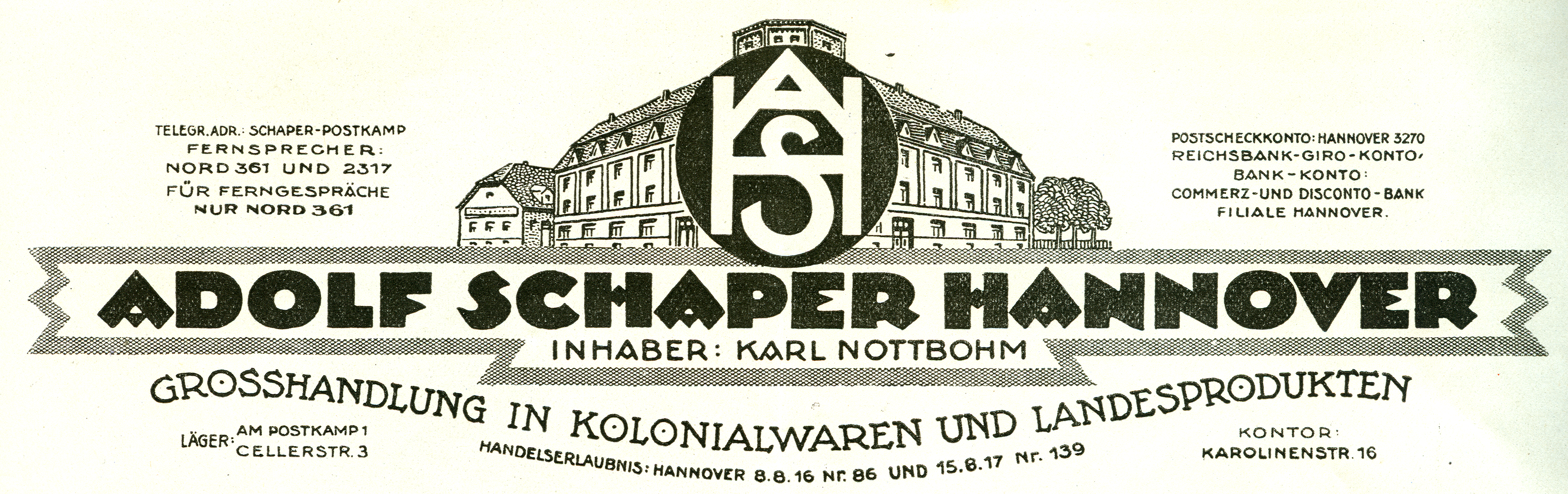
Rechnungskopf (1924)
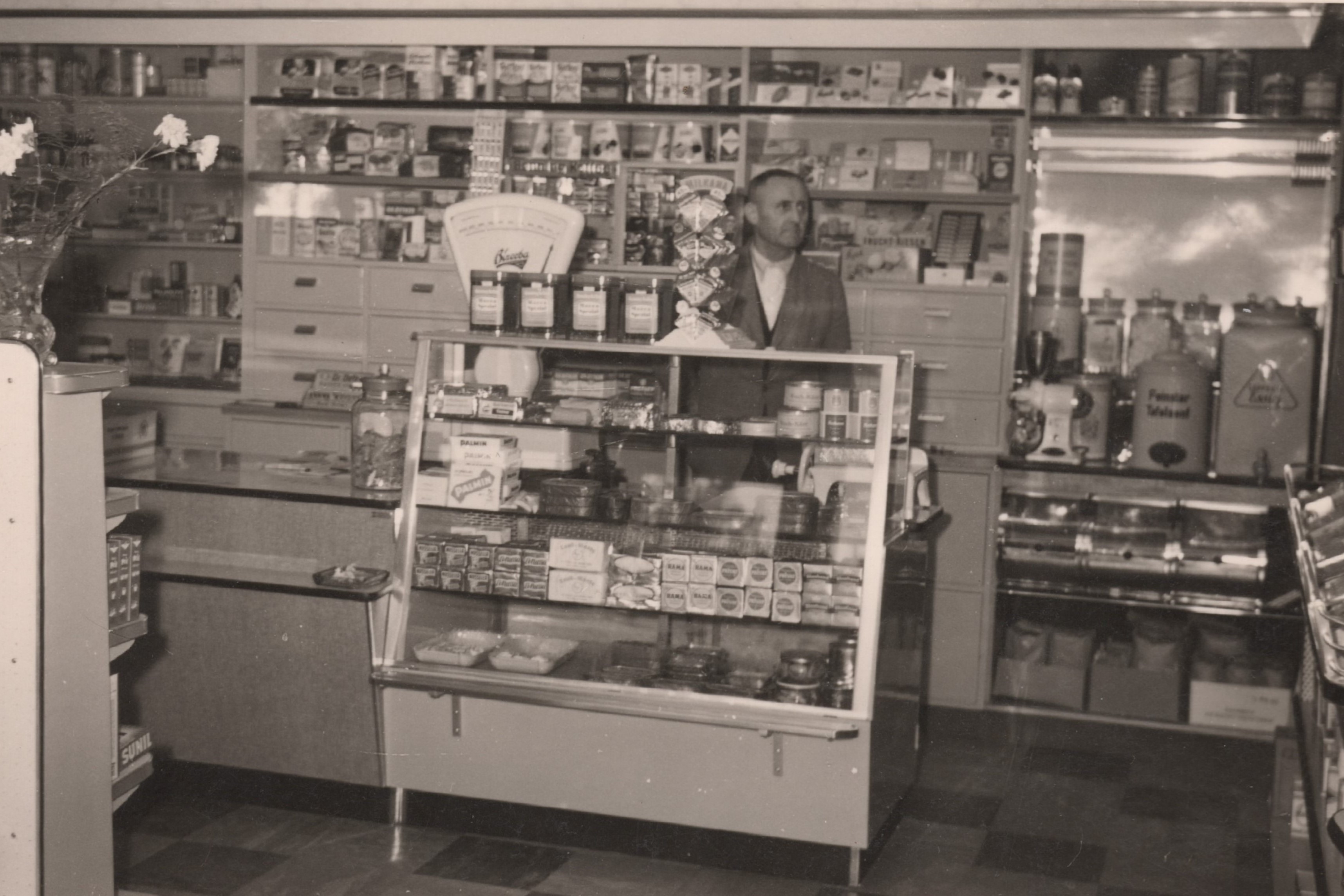
Kolonialwarenladen Drögemüller in Böddenstedt, Kreis Uelzen (um 1955)
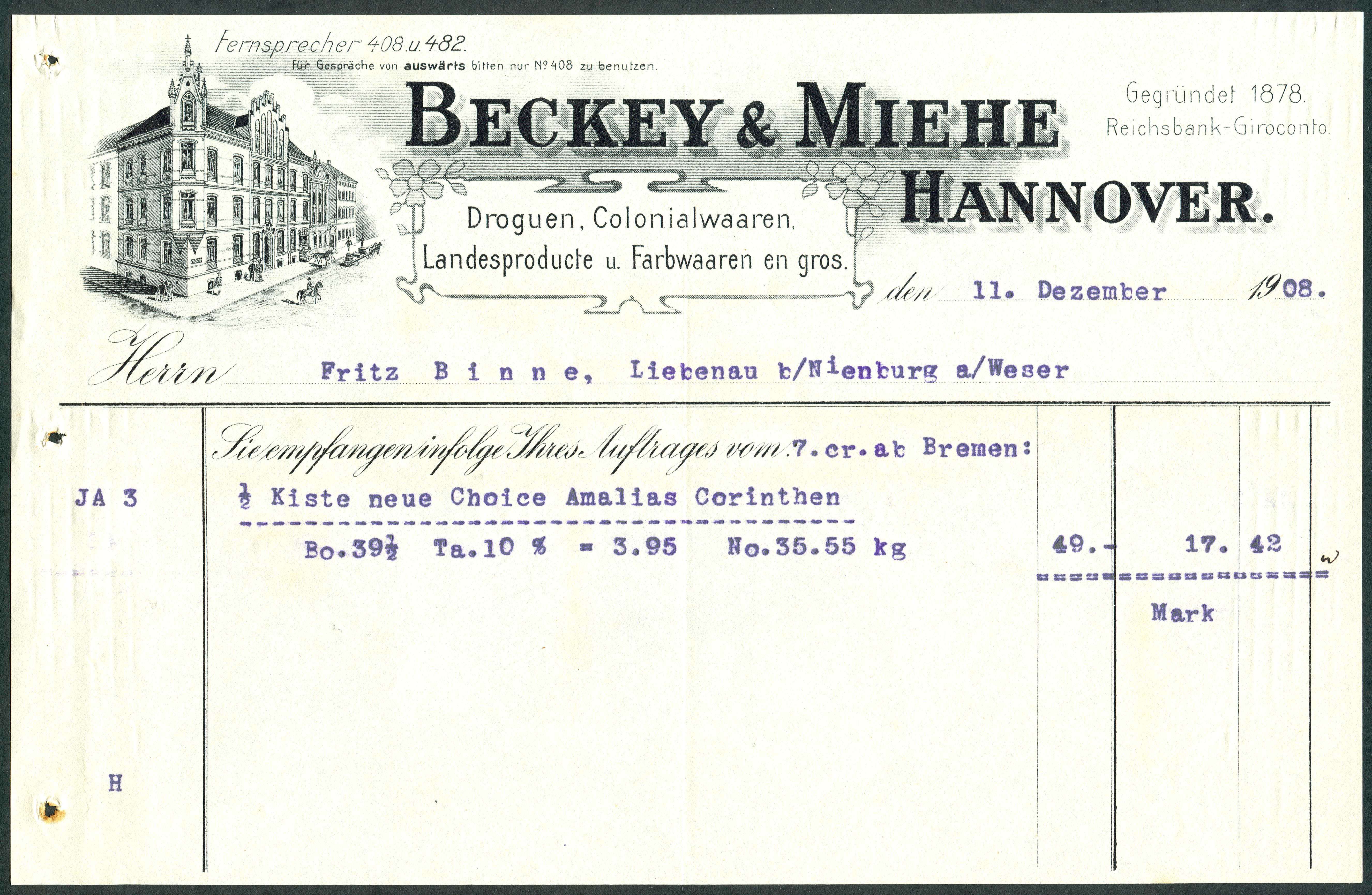
Rechnung über Amalias Korinthen (1908) – europäisches Produkt
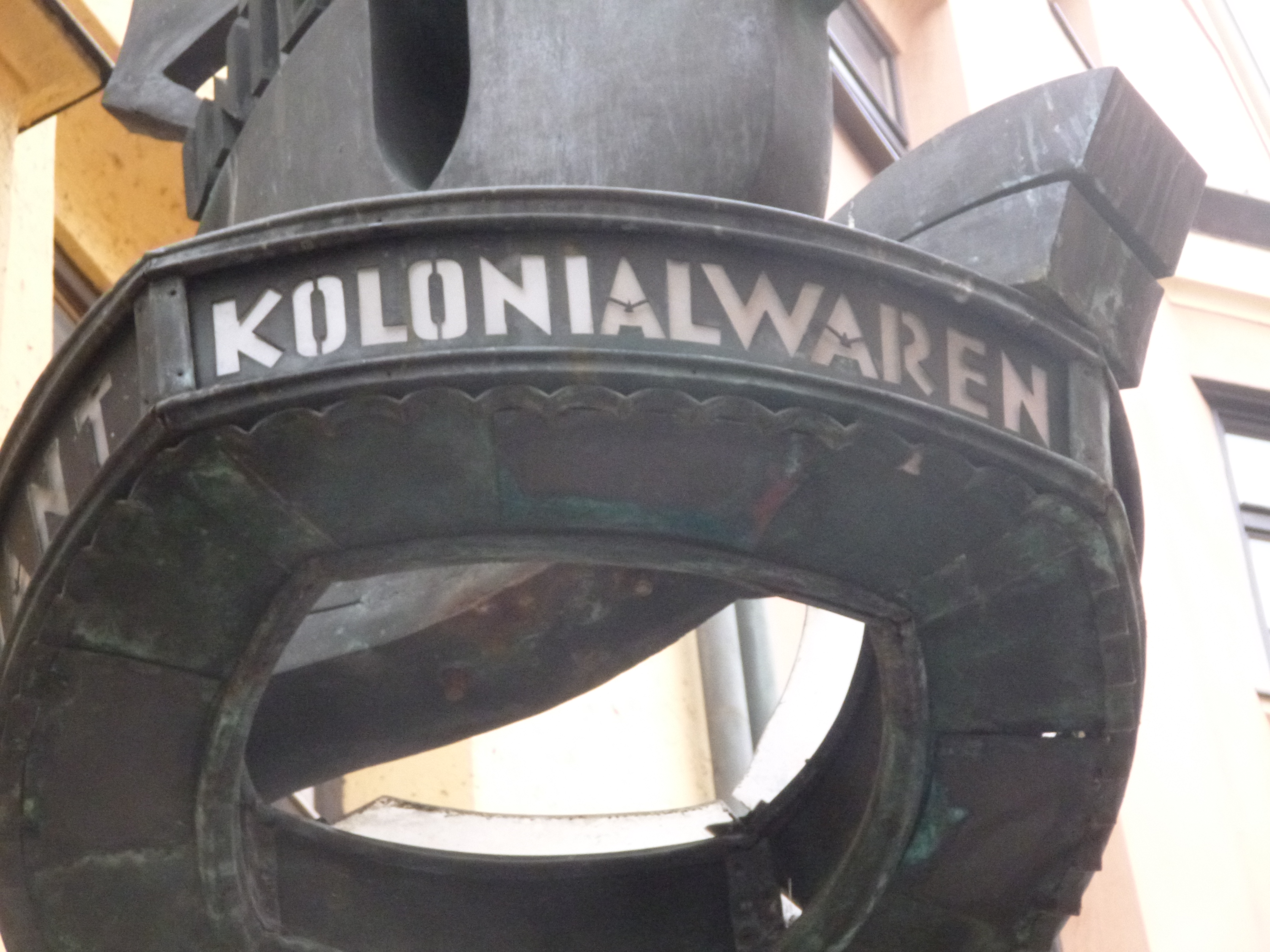
Ehemalige Kaffeerösterei und Kolonialwarengeschäft Unterberger in der Herzog-Friedrich-Straße in Innsbruck
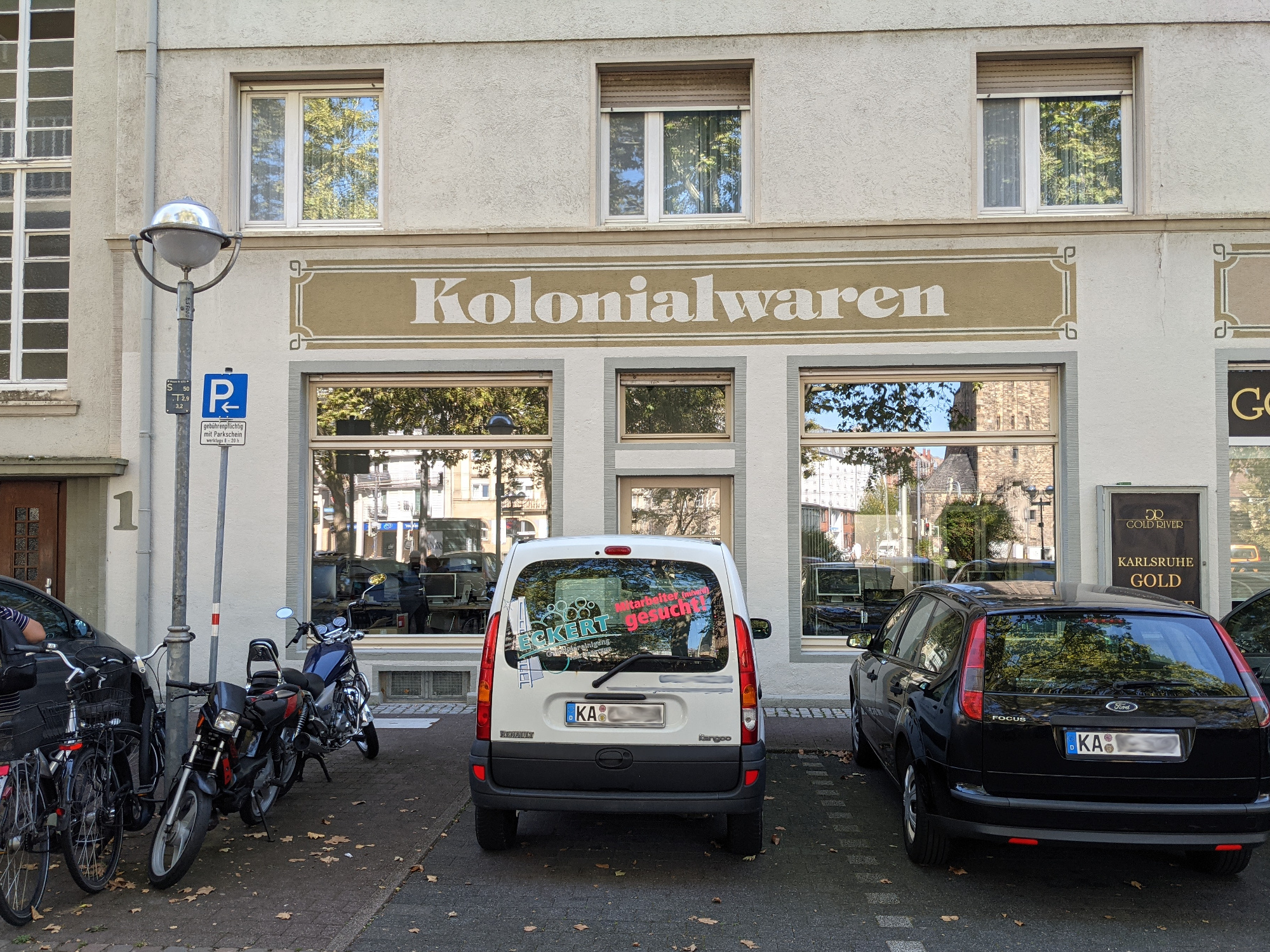
Hauswand am Gottesauer Platz in Karlsruhe
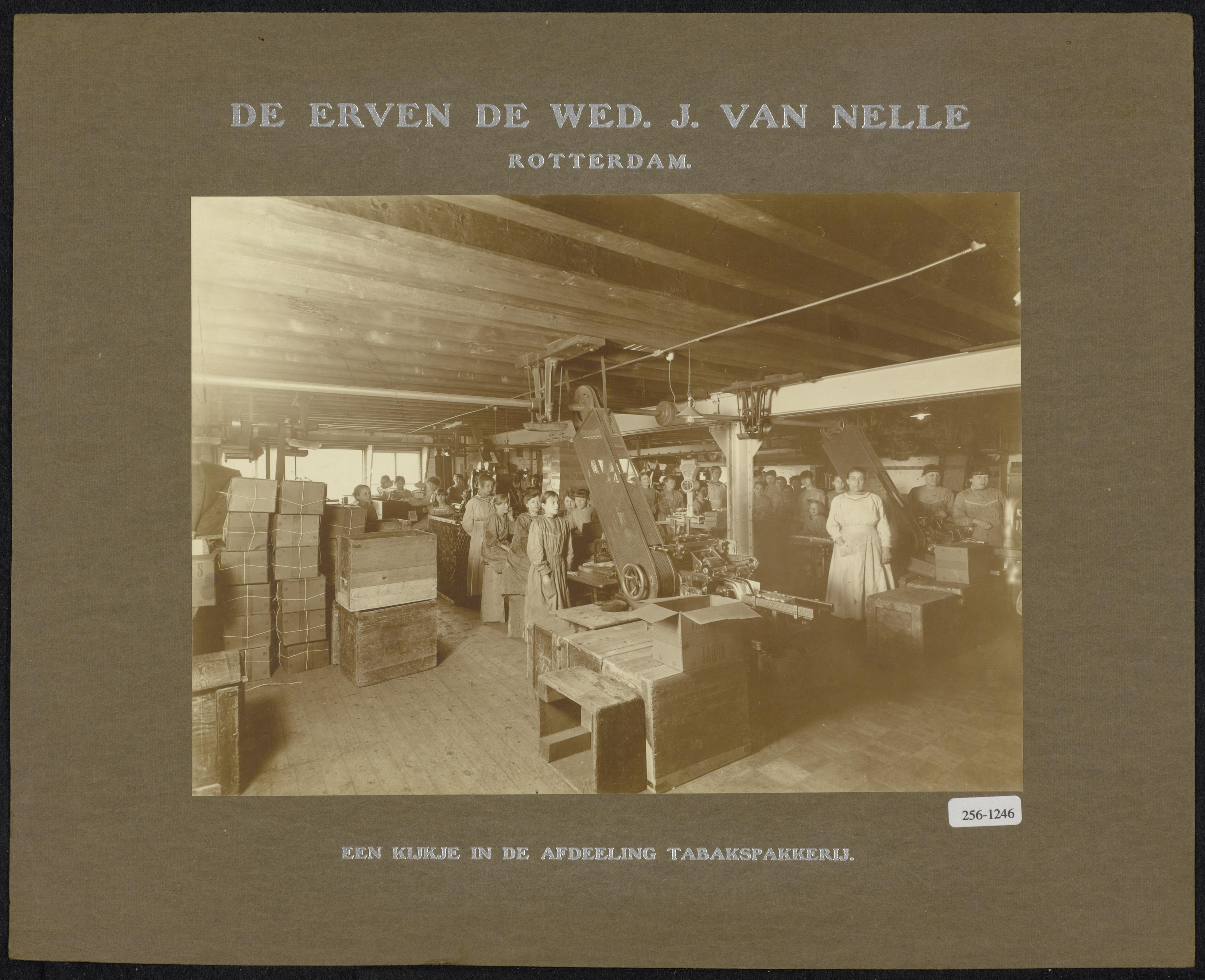
Blick in Tabakverpackerei der Van Nelle Fabrik in Rotterdam